# Sachet de thé

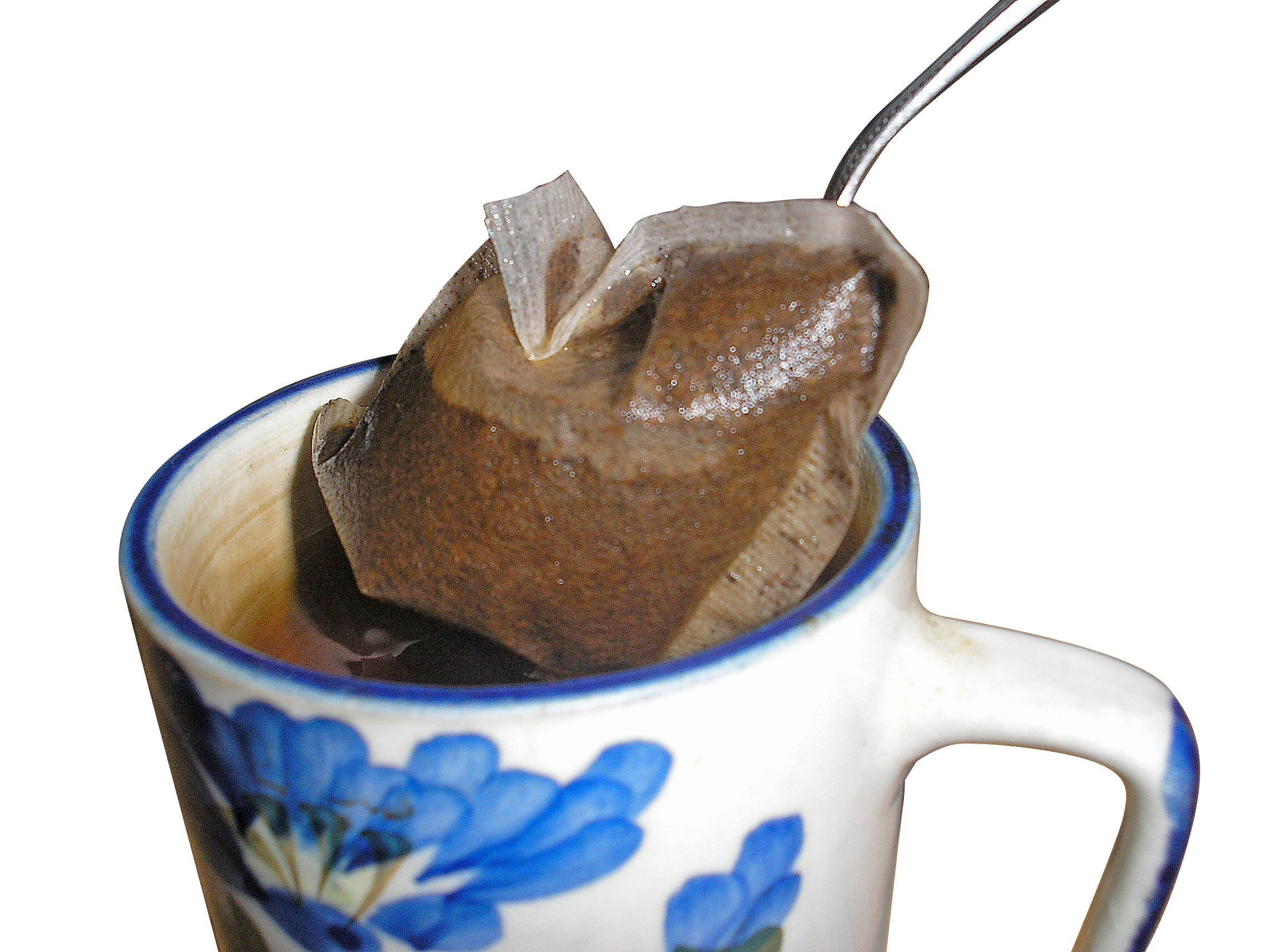
Sachet de thé, ôté d'une tasse de thé pour stopper le processus d'infusion.

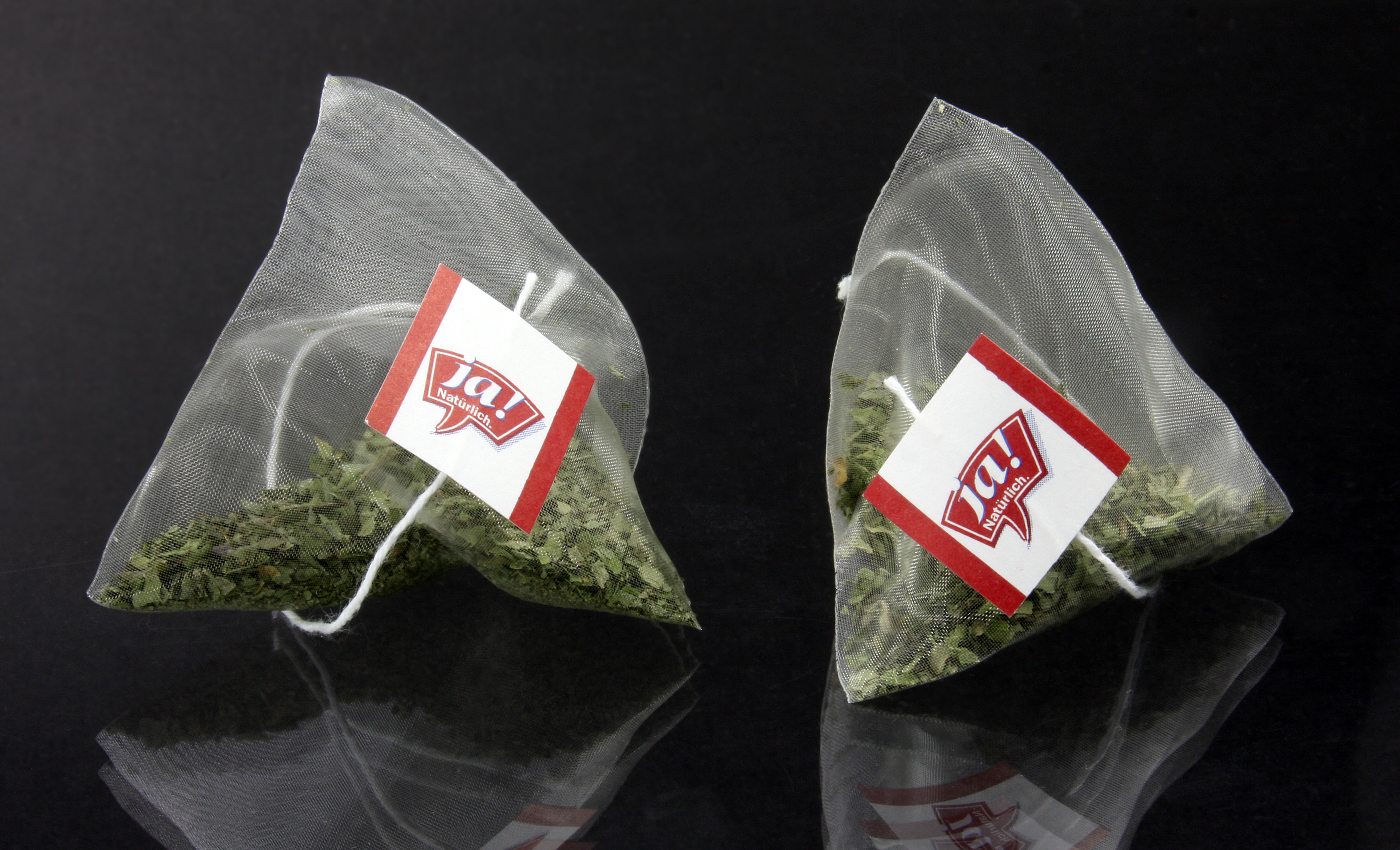
Sachet en forme de tétraèdre ; en acide polylactique (PLA, un bioplastique) montrant son contenu de feuilles de menthe poivrée.

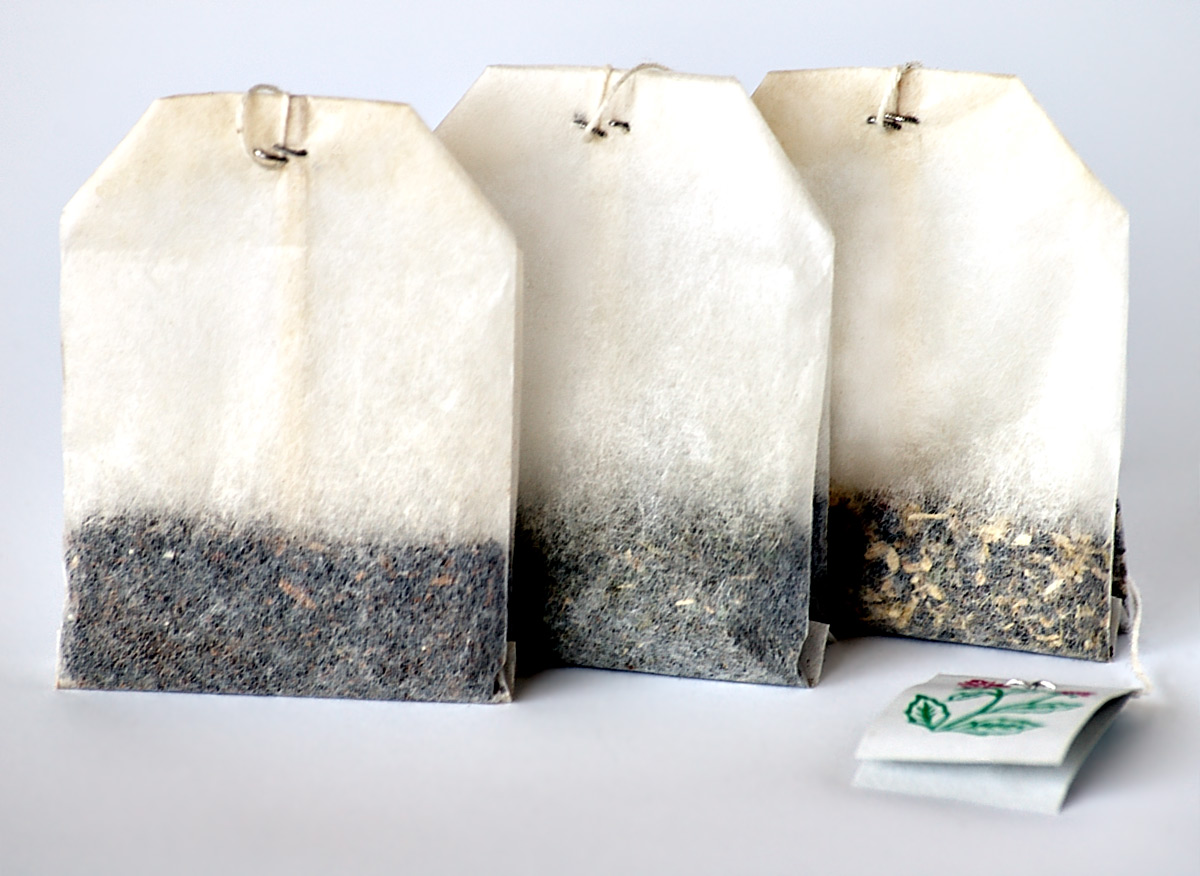
Trois sortes de thés en sachets.

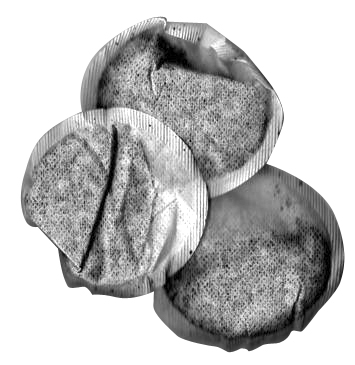
Sachets en forme de disque.

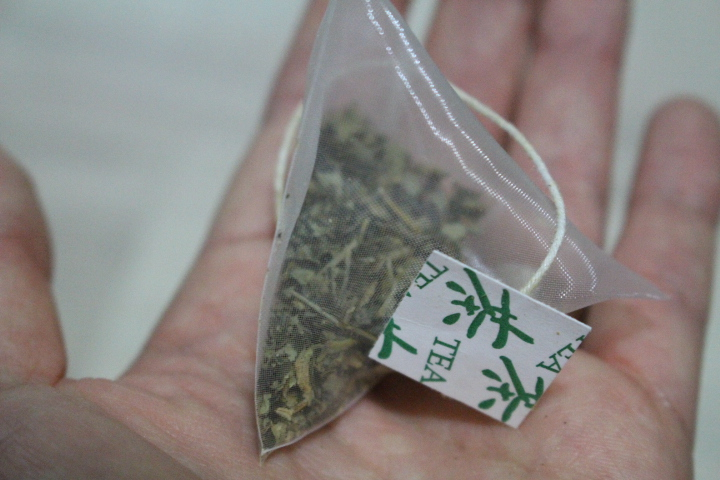
Sachet synthétique de « thé orthodoxe » (où les feuilles sont roulées et entières).

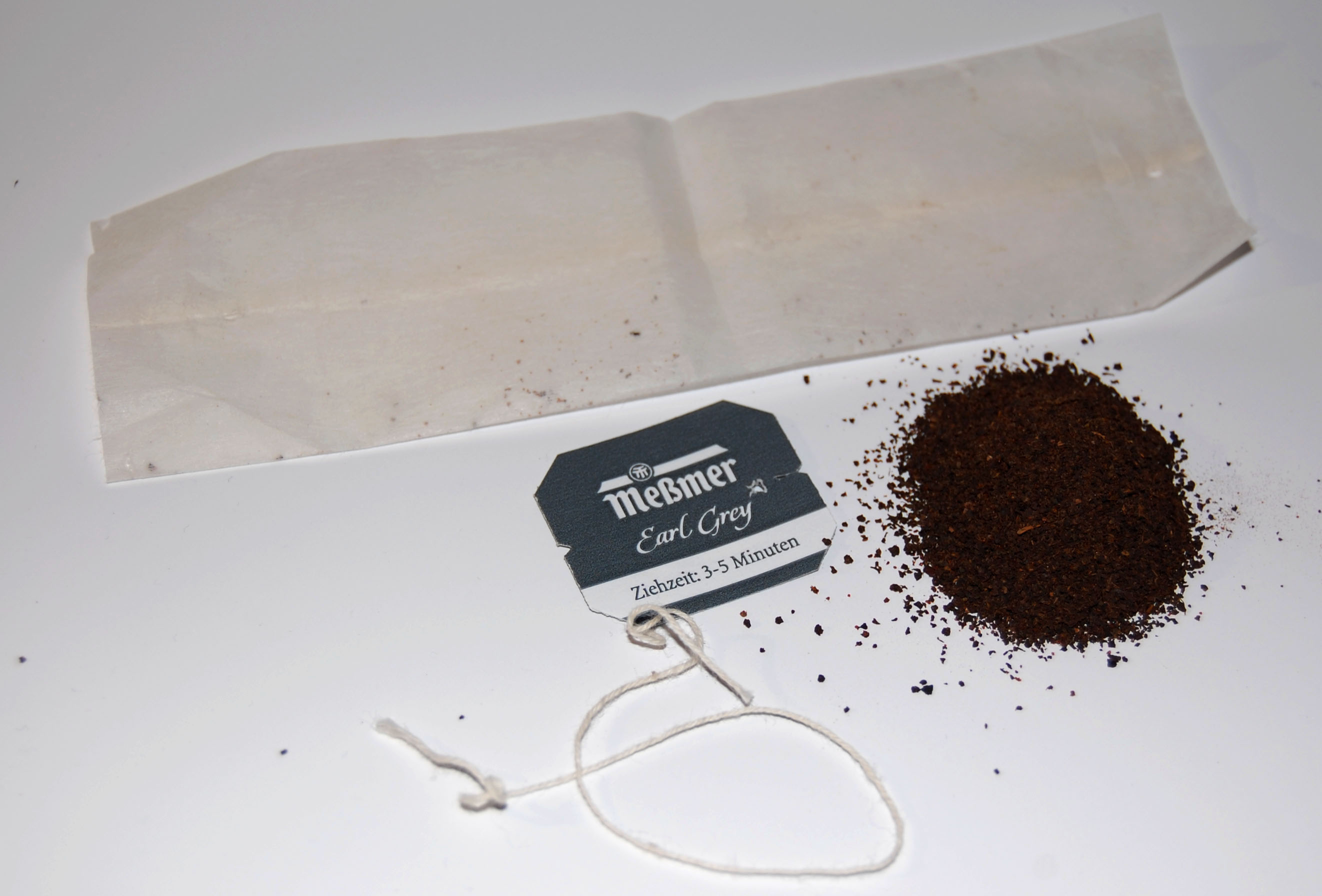
Thé réduit en poudre par la méthode CTC.

Matériaux synthétique d'un sachet vu au microscope.

Un sachet de thé est un petit sac scellé et poreux contenant les feuilles de thé ; il est utilisé pour infuser le thé (ou d'autres éléments végétaux). Ce sachet retient les feuilles de thé et le reste de son contenu lors de l'infusion, ce qui rend plus facile leur élimination. Il a la même fonction qu'un infuseur à thé. La plupart des sachets de thé ont un fil qui aide à enlever et éventuellement essorer le sachet après infusion, mais aussi à identifier la variété de thé (ou de tisane) grâce à une étiquette apposée à l'extrémité du fil. Au début du XXIe siècle, ils représentent 95 % du conditionnement du thé vendu en Occident. Les sachets de thé, autrefois faits de gaze, de papier voire de soie sont de plus en plus fait en cellulose ou en plastique tissée ou non tissée ; avec comme conséquences de contaminer la boisson par une quantité souvent significative de micro et nanoplastiques.
Les sachets de thés ont d'abord été produit pour contenir des feuilles de thés broyées (cf. méthode CTC), mais il existe aussi une minorité de sachets de thés orthodoxes, où les feuilles sont entières.

## Histoire
Les premiers sachets ne devaient servir qu'à la conservation des arômes du thé, le thé devant être retiré des sachets par les consommateurs, mais ceux-ci trouvent plus facile de brasser le thé avec ce dernier encore enfermé dans les sachets poreux.
Un brevet pour un sachet à thé réutilisable en tulle est déposé en 1903 par les Américaines Roberta Lawson et Mary Molaren.
Des sachets de thé en soie sont commercialisés avec succès par le marchand de thé et de café Thomas Sullivan de New York. Il en a expédié dans le monde entier. Quelques années plus tard, il se met aussi à utiliser de la tulle plutôt que de la soie pour les sachets, afin de faciliter l'infusion.
Le sachet en fibres de papier thermosoudées sont inventés par William Hermanson en 1930. L'invention ne gagne en popularité qu'en 1950, quand Tetley se met à la production de masse de sachets en papier.
En 1944, les sachets cessent de ressembler à des petits sacs et deviennent rectangulaires.
En 1952, l'entreprise Lipton est la première à imprimer les instructions de préparation sur l'étiquette du sachet ; chaque sachet contient l'équivalent d'environ trente feuilles de thé noir, encore aujourd'hui.
Peu à peu diverses matières synthétiques (polymères plastiques) sont utilisées (au moins 11 types de plastiques différents en 2019). 
En 2017, Mike Armitage, un jardinier de Wrexham, au Royaume-Uni, découvre que les sachets de thé qu'il déposait dans son compost ne s'y dégradaient pas. Il lance alors une pétition demandant à Unilever de supprimer le plastique de la production de sacs,. En janvier 2018, Co-op Food annonce qu'elle retirera le plastique de ses propres sachets de thé de marque 99, en collaboration avec son fournisseur Typhoo,. En février 2018, PG Tips annonce que ses sacs pyramidaux contiendraient désormais un adhésif à base d'amidon de maïs au lieu de polypropylène,,.
Des microplastiques sont retrouvés dans le thé infusé en divers types de sachet. Une étude de 2019 conclut que « l'infusion d'un seul sachet de thé en matière synthétique, à température d'infusion de 95 °C (203 °F) libère environ 11,6 milliards de microplastiques et 3,1 milliards de nanoplastiques dans une seule tasse de boisson »,. Une autre étude, en 2021 analyse des sachets prétendument en cellulose et observe qu'en réalité, 15 des 22 sachets testés contenaient aussi du polyester, du polyéthylène ou du polypropylène, trois matières plastiques connues pour libérer des micro- et nanoplastiques. Bien que la cellulose naturelle soit considérée comme biodégradable, les matières plastique ne le sont pas et ces sachets en tout ou partie synthétique libèrent des microplastiques dans l’environnement quand ils sont compostés.

## Sachets de thé en matériaux synthétiques, source de micro- et nanoplastiques ingérés

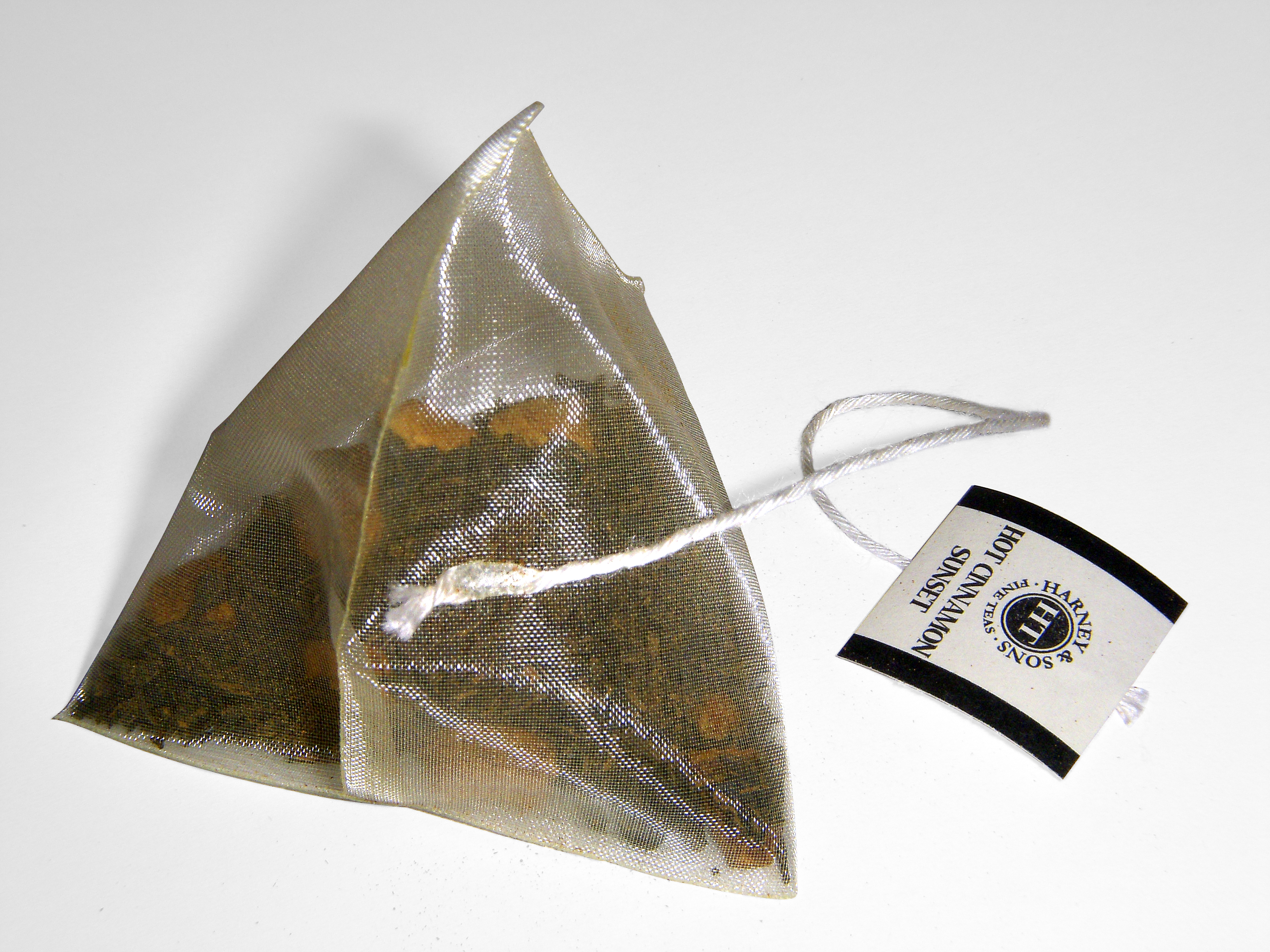
Sachet de thé pyramidal en nylon.

Dans les années 2010-2020, un nombre croissant de preuves montre que l'être humain est constamment exposés aux micro et nanoparticules lixiviées dans l'eau et les aliments (MNPL) (Domenech et Marcos, 2021).
En 2019, une étude montre qu'infuser un simple sachet de thé en plastique à une température normale d'infusion (95 °C) relâche environ 11,6 milliards de particules de microplastique et 3,1 milliards de nanoplastiques dans une tasse de thé.
En 2023 Banaei et al. confirment, s'il en était besoin, que ce type de contamination est bien réel, et ils montrent que le sachet de thé synthétique est une source majeure d'ingestion de microplastiques et de nanoplastiques, y compris d'acide polylactique, mais en 2024 Canga et al. montrent que d'importantes variations dans les mesures pourraient être dues aux variétés de protocoles d'extraction, aux limites des méthodes d'analyse et à la diversité des filtres et polymères utilisés par l'industrie des thés et tisanes…
En 2024, Roslan et al. rapportent que de telles particules sont retrouvées dans les organes, tissus et excrétats associés aux systèmes digestif et respiratoire, notamment les poumons, le sang, les matières fécales et l'urine,.
En 2025, dans la revue scientifique Chemosphere, des chercheurs de l'université autonome de Barcelone (UAB) confirment que ces particules pénètrent facilement les cellules intestinales ; et qu'elles peuvent même (dans des cultures cellulaires, qui en sont pas exposées au péristaltisme intestinal) se retrouver dans le noyau abritant le matériel génétique. Ils ont étudié 3 types de sachets en polymères et de compositions chimiques différentes, deux d'entre eux ayant été achetés vides sur Amazon et AliExpress (le premier contenait du nylon-6, un polyamide et le second, du polypropylène) ; le troisième provenait d'un supermarché local (sachet de thé vert ordinaire) et était composé de cellulose. Les rejets de MNPL étaient plus élevés pour le propylène et plus faibles pour le nylon et « l'absorption cellulaire dépend à la fois du type de cellule et de la constitution chimique des MNPL libérés ».
Plus précisément : lors de l'infusion,
- le sachet en polypropylène libérait environ 1,2 milliard de particules par millilitre, d'une taille moyenne de 136,7 nanomètres ;
- le sachet en nylon-6 libérait 8,18 millions de particules/millilitre, d'une taille moyenne de 138,4 nanomètres.
- le sachet en cellulose libérait environ 135 millions de particules/ml, d'une taille moyenne de 244 nanomètres.

L'« analyse complète a identifié la présence de structures filamenteuses de formes particulaires, principalement de l'ordre du nanomètre, confirmant l'étendue de la contamination plastique des sachets de thé et de tisanes couramment utilisés », concluent les auteurs (qui ont exposé divers types de cellules de colon humain (Caco-2, HT29 et HT29-MTX) à ces particules (après les avoir colorées pour mieux les repérer), montrant que ce sont les cellules intestinales productrices de mucus (mucine) qui en ont absorbé le plus (micro et nanoplastiques) et que ces particules pénètrent jusque dans le noyau protégeant le matériel génétique.

Le mucus intestinal ne joue pas le rôle de barrière intestinale, ce qui fait suspecter des effets d'exposition chronique sur la santé, avec des schémas d'accumulation, des profils de toxicité, des réponses immunitaires et des effets à long terme sur la santé spécifiques tels que la génotoxicité et la cancérogénicité encore à préciser.
Yan et al., 2022 ont montré que le taux de MNPL est nettement plus élevé chez les patients atteints de maladies inflammatoires de l'intestin (MICI) (41,8 particules/g de poids sec) que chez les personnes en bonne santé (28 particules/g) sans que l'on sache encore s'il s'agit d'une cause ou d'une conséquence. 
Les auteurs estiment urgent et essentiel « de développer des méthodes d'essai normalisées pour évaluer la contamination par les micro et nanoplastiques libérés par les matériaux en plastique en contact avec les aliments et de formuler des politiques réglementaires pour atténuer et minimiser efficacement cette contamination. Alors que l'utilisation du plastique dans les emballages alimentaires continue d'augmenter, il est essentiel de s'attaquer à la contamination par les micro et nanoplastiques pour garantir la sécurité alimentaire et protéger la santé publique. (…) la recherche scientifique et l'élaboration des politiques doivent relever les défis posés par la contamination par les MNPL afin d'assurer la sécurité alimentaire et le bien-être des consommateurs ».
Pour rappel, des particules, microparticules et/ou nanoparticules de divers type de plastique ont aussi été trouvées, par ailleurs dans plusieurs aliments et boissons (dont eau embouteillée, aliments mis en contact avec des ustensiles de cuisine antiadhésifs, ou riz cuit sac de cuisson de riz, sacs de glaçons, sachets de thé/tisane et divers contenants d'aliments à emporter, entre autres selon Luo (2022) ; Gambino et al. (2022) et Hussain et al. (2023). Les facteurs actuellement connus comme exacerbant la micro- et nanofragmentation sont l'humidité, la chaleur, la lumière, l'action microbienne et/ou la fragmentation mécanique.

### Impact sur la santé
Le biomonitoring du corps humain est encore limité, et les effets directs ou indirects, immédiats ou différés de l'ingestion de ces particules ou de leur présence dans le noyau cellulaire sont encore à préciser, ce qui implique de construire des protocoles et méthodes standardisés de quantification et études des micro- et nanoplastique dans le corps humain, comme le notaient Yang et al. en 2023 puis Choi et al. en 2024.

### Impact environnemental?
L'impact des nanoparticules de plastique dans les stations d'épuration, puis dans les boues d'épuration (éventuellement utilisées comme amendement dans les champs) n'est pas encore bien évalué.
Les sachets de thé sont en outre souvent protégé individuellement (dans une enveloppe en papier ou en polypropylène) pour conserver leur fraîcheur et pour des raisons d'hygiène. Cet emballage individuel en plastique est remis en question par des organisations de consommateurs.

## Autres usages

### Usage thérapeutique
Les sachets de thés peuvent être utilisés en compresses pour soulager la douleur lors de l'allaitement. Ils sont aussi un remède populaire pour soulager la fatigue ou les inflammations oculaires, réduisant les symptômes de la conjonctivite et limitant les cernes.

### Pédologie
L'indice du sachet de thé est une méthode standardisée de comparaison de la décomposition du thé vert et du rooibos dans un environnement donné. Le rooibos se décompose difficilement, tandis que le thé vert se dégrade rapidement ; la comparaison de leur temps de dégradation respectif permet d'évaluer la capacité d'un sol à accumuler de l'humus.